# 鉄岩駅
鉄岩駅（チョラムえき）は、大韓民国江原特別自治道太白市鉄岩洞にある韓国鉄道公社嶺東線の駅である。

## 駅構造
- 相対式・島式ホーム2面3線の地上駅。

## 歴史
- 1940年8月1日 - 開業。

## 隣の駅
韓国鉄道公社
嶺東線
銅店駅 - 鉄岩駅 - 栢山駅